# کمیته المپیک کوبا
کمیته المپیک کوبا (انگلیسی: Cuban Olympic Committee) یک سازمان ورزشی است که نماینده کشور کوبا در کمیته بین‌المللی المپیک می‌باشد.
این سازمان که در سال ۱۹۲۶ تأسیس شده مسئول آماده‌سازی و اعزام ورزشکاران به بازی‌های المپیک، بازی‌های المپیک جوانان و بازی‌های پان امریکن است.